# Rozor
Rozor (románul Răzoare) falu Romániában, Kolozs megyében. Közigazgatásilag Magyarfráta községhez tartozik.

## Története
1956 előtt Magyarfráta része volt.

## Lakossága
1956-ban 205 lakosa volt. A lakosság az ezredfordulóig számottevően csökkent: 1966-ban 124, 1977-ben 95, 1992-ben 28, 2002-ben 35 lakosa volt.